# Hängningen
Hängningen (originaltitel: "A Hanging") är en kort essä av George Orwell, först publicerad i augusti 1931 i den brittiska tidskriften The Adelphi och sedan igen 1946 i den brittiska tidskriften The New Savoy. Berättelsen utspelar sig i Burma någon gång under 1920-talet och skildrar avrättningen av en ung hindu. Författaren själv tjänstgjorde som polis (för den brittiska kolonialmakten) i Burma åren 1922–1927.
På svenska publicerades den först i samlingen Essäer (Verdandi, 1963), i översättning av Göran Bengtson. Den finns även publicerad i bland annat antologin Lyckad nedfrysning av herr Moro (1992).